# たそがれたかこ
『たそがれたかこ』は、入江喜和による日本の漫画作品。『BE・LOVE』（講談社）にて、2013年17号から2017年11号まで連載された。また、2017年15号には、番外編として8ページの後日談が掲載された。さらに、2018年5月発売の「ダ・ヴィンチ」にもインタビューとともにスピンオフ版「うわがき たかこ」が掲載された。

## あらすじ
主人公の片岡たかこは45歳のバツイチ女性。元夫との間に娘・一花がいるが、娘は元夫に引き取られている。たかこはアパート大家をしている母の小夜子と母子2人で暮らしているが、職場と家を往復するだけの平凡な日々に寂しさを感じていた。
そんなある日の深夜、飲食店を営む男性・美馬修平と出会い、彼に名前を聞かれた際に咄嗟に「谷在家(やざいけ)」と偽名を名乗ってしまう。その名前はたかこが好きなアーティスト・谷在家光一から取ったものだった。光一の曲に魅せられて徐々に明るくなるたかこ。しかしそんな時に娘の一花が不登校＆拒食症になっていることを知る。

## 登場人物
片岡 隆子（かたおか たかこ）
45歳のバツイチ女性。子供のころから人付き合いが苦手で、高校時代には同級生に馴染めず不登校になる。後に小野島と結婚するが、その性格が災いして結婚生活やママ友付き合いもうまくいかず離婚。離婚後はアパートの大家をしている母と暮らしている。
社員食堂でパートをしているが、友人と呼べる人はほとんどおらず、平凡な日々を過ごしていた。しかしラジオで光一の曲を聴いてから外見・内面共に明るくなっていく。
小野島 一花（おのじま いちか）
たかこの娘で中学3年生。中高一貫校に通っているが、拒食症を患い不登校になる。幼少期に両親が離婚し、父親と継母と暮らしているが、たかこの家を時々訪れており、たかことの仲は悪くない。
谷在家 光一（やざいけ こういち）
音楽バンド「ナスティインコ」のボーカル。歌手活動の他にラジオ番組も持っている。バンドメンバーはベースの倉地慎「ラッチ」とドラムの児玉直哉「タマちゃん」。
美馬 修平（みま しゅうへい）
飲食店「viva（ビバ）」の店主。若々しい外見と気さくな性格で若い女性にもモテる。
尾野 公平（おの こうへい）
「viva」で働く青年。修平は大叔父。たかこのアパートの隣人でもある。一花に一目ぼれするが、マキと一時期関係をもつ。
小野島 馨（おのじま かおる）
たかこの元夫で一花の父。再婚し若い妻（18歳年下）との間に赤ちゃんがいる。たかことの離婚後は一花を引き取り育てていた。一花を中高一貫校に通わせるなど教育熱心な父親だが、何でも決め付けがちな一方的な性格。実家は戸越にあり、そこには母と出戻りの姉と独身の妹（ゆかり）と弟が暮らしている。
片岡 小夜子（かたおか さよこ）
たかこの母で80歳。アパート「サンコートカタオカ」の大家をしている。夫(たかこの父)とは死別している。決して人は悪くないのだが依存的且つマイペースな性格で、たかこをイラつかせることが多い（マイペースな性格ゆえ本人はたかこをイラつかせている自覚はない様子）。耳が遠いため補聴器を使っているが、付け忘れることが多く度々聞き間違いをする。孫の一花と頻繁に会えない寂しさもあってか、隣人である清瀬の幼い娘(ほのちゃん・みーちゃん)を清瀬が仕事から帰宅するまで預かったりしている。
若いころはおしゃれな美人として評判だった様子。今朝子という双子の妹がいる。
植松 碧海（うえまつ おおみ）
たかこのアパートの103号室に住む中学２年生の少年。年の若い母親と二人暮らし。不登校。ナスティインコのファンで「黒インコ」というラジオネームを持つ。
真田（さなだ）
たかこが勤務する社員食堂の同僚女性。職場内で唯一たかこに対して親しく声をかけてくれる。
清瀬（きよせ）
たかこと小夜子の隣（102号室）の住人でシングルマザー。仕事で忙しい平日には、「ほのちゃん・みーちゃん」という2人の幼い娘の面倒をたかこと小夜子に見てもらっている。後に再婚することになり、それを機にアパートを出た。
マキ
美馬と同棲している劇団員の女性。23歳。一花が「ティンカーベルみたい」と見初める程の美貌とスタイルの持ち主。美馬と交際したてのころは、他の女性への警戒心からたかこにそっけない態度で接していたが、その後は普通の対応になる。美馬とも順調に交際していたかと思われていたが、一時期、その年齢差から少しだけひずみが生じてしまい、流れで公平とも関係をもってしまう。その他にも不特定の異性と関係していたらしく、9巻では父親不明のまま妊娠が判明する。

## 書誌情報
- 入江喜和 『たそがれたかこ』 講談社〈KCデラックス BE LOVE〉、全10巻
  1. 2014年4月11日発売[2]、ISBN 978-4-06-376964-7
  2. 2014年5月13日発売[3]、ISBN 978-4-06-376981-4
  3. 2014年11月13日発売[4]、ISBN 978-4-06-377084-1
  4. 2015年3月13日発売[5]、ISBN 978-4-06-377146-6
  5. 2015年7月13日発売[6]、ISBN 978-4-06-377223-4
  6. 2015年11月13日発売[7]、ISBN 978-4-06-377351-4
  7. 2016年4月13日発売[8]、ISBN 978-4-06-377444-3
  8. 2016年9月13日発売[9]、ISBN 978-4-06-393007-8
  9. 2017年2月13日発売[10]、ISBN 978-4-06-393144-0
  10. 2017年8月9日発売[11]、ISBN 978-4-06-393228-7

## 単行本未収録(番外編・スピンオフ等)
- （ブログ掲載）たかこ簡単マンガ１ 「弾き語り」[12]
- （ブログ掲載）たかこ簡単マンガ２ 「この歌の良さがいつかきっと君にも…」[13]
- （ブログ掲載）簡単マンガ 番外編 「みなちゃまごめんなさい」[14]
- （ブログ掲載）たかこ簡単マンガ３ 「待ちに待ったぜ！！のＣＤを買った時のアレ」[15]
- （ブログ掲載）「発売決定」[16]
- たそがれたかこ 番外編 公平くん男道（2017年8月、講談社『BE・LOVE』15号、8ページ小品 最終話の後日談で碧海も少し登場。公平の父・雄造の顔が見られる)(「キワ本」(入江喜和 画業30周年記念同人誌 2019年9月15日発売、作者自身よる同人誌)に収録)
- たそがれたかこ 特別描き下ろし うわがき たかこ（2018年5月、KADOKAWA『ダ・ヴィンチ』6月号、2ページカラー作品 上記のさらに後日談)(「キワ本」に収録)
- 爛漫、キャンディーズ(2019年、ブログ・キワ者便りにて掲載)(「おかめ日和」のちーちゃん・「ゆりあ先生の赤い糸」のみーちゃん、「たそがれたかこ」の公平くんとまきっぺの赤ちゃんが、将来出会ったら？という４コマ漫画)(「キワ本」に収録)